# Regió de Requena-Sogorb

Mapa de les Comarques de l'Interior del País Valencià.

La Regió de Requena-Sogorb  és una regió valenciana que comprèn les comarques més occidentals de la part central del País Valencià. Va ser una regió proposada per Joan Soler i Riber en 1970. És equivalent amb la Demarcació Territorial Homologada de Segon Grau de les Comarques de l'Interior.

## Comarques
Comprèn les següents comarques:
- L'Alt Millars[1]
- La Foia de Bunyol[1]
- L'Alt Palància[1]
- La Plana d'Utiel[1]
- El Racó d'Ademús[1]
- Els Serrans[1]
- La Vall de Cofrents[1]
- La Canal de Navarrés[1]

A L'estructura econòmica del País Valencià, Joan Soler va proposar dos regions diferents: la Regió de Requena, amb La Foia de Bunyol, La Vall de Cofrents, La Canal de Navarrés i la Plana d'Utiel, i la Regió de Sogorb amb la resta de comarques.

## Història
Les comarques de L'Alt Millars, L'Alt Palància, Els Serrans i El Racó d'Ademús formaren part del Regne de València des de la seua creació, i van rebre inicialment una lleugera majoria de colons aragonesos, la qual cosa explica que des del principi van ser de parla aragonesa (i després, per assimilació, castellana) fins a l'actualitat, però amb costums aragonesos. Actualment s'hi parla un castellà amb modismes aragonesos i barrejat amb paraules de la fabla aragonesa. A aquestes comarques se les anomena col·loquialment, des de la ciutat de València i voltants, com a comarques xurres i, als seus habitants, xurros. En el cas de la Foia de Bunyol i La Vall de Cofrents, que també van pertànyer al Regne de València, van restar inicialment majoritàriament poblades per mudèjars, i la població castellana és posterior.
La comarca de La Plana d'Utiel (excepte els municipis de Xera i Sinarques) no formava part del Regne de València i va ser assignada a la Província Administrativa de València en el segle XIX per les autoritats espanyoles. Aquesta comarca és de parla i cultura castellana històricament.